# Armando Cossutta
Armando Cossutta (n. 2 septembrie 1926, Milano, Regatul Italiei – d. 14 decembrie 2015, Roma, Italia) a fost un politician  italian, membru al Partidului Comunist Italian, fost membru al Parlamentului European în perioada 1999 - 2004 din partea Italiei. 